# Tots volem el millor per a ella
Pour plus de détails, voir Fiche technique et Distribution.
Tots volem el millor per a ella est un film espagnol réalisé par Mar Coll, sorti en 2013.

## Synopsis
Une femme se remet lentement des suites d'un accident de voiture.

## Fiche technique
- Titre : Tots volem el millor per a ella
- Réalisation : Mar Coll
- Scénario : Valentí Closas, Mar Coll et Valentina Viso
- Musique : Maik Maier
- Photographie : Neus Ollé
- Montage : Aina Calleja
- Production : Nicolas Villarejo Farkas
- Société de production : Escándalo Films, Televisión Española et Wild Bunch
- Pays :  Espagne
- Genre : Drame
- Durée : 100 minutes
- Dates de sortie : 
  -  Espagne : 25 octobre 2013

## Distribution
- Nora Navas : Geni
- Valeria Bertuccelli : Mariana
- Pau Durà : Dani
- Àgata Roca : Raquel
- Jordi Costa : Enric
- Clara Segura : Glòria
- James Phillips : Craig
- Ginette Muñoz : Delfina
- Max Megias : Joan
- Lucia Jurjo : Norma
- Rafa Cruz : Pepo
- Jordi Rico : Quim
- Àngels Molner : Berta
- Anna Carné : Dr. Valls

## Distinctions
Le film a été nommé au prix Goya de la meilleure actrice pour Nora Navas.